# Bald Vulture
Bald Vulture est un groupe de punk hardcore canadien, originaire de Saint-Jean-sur-Richelieu, en Montérégie, au Québec. Formé en 1997, le groupe en est rendu à son cinquième album, distribué par Hardel Muzik partout au Canada, États-Unis, Autriche, Allemagne etc.

## Biographie
Depuis leurs débuts, Bald Vulture est commandité par Orbite Sport (un magasin de skateboard) qui participe à plusieurs de leurs projets et événements. Le groupe participe à plusieurs  concerts et événements. On dénote particulièrement leur présence au  Vans Warped Tour quatre fois (en 1998, 2000, 2002 et 2004), au Snow Jam, Sunny Mead, RelèveNment, Résident Des April Jam Show, Air Tour et au Skate Fest. Leur présence est également honorée à la première partie du spectacle d’adieu de BARF (Rip). Le groupe se voit grand gagnant du concours La Relève Rock Black Label '97 en 1997. Certains de leurs spectacles sont présentés pour des causes bénéfiques ainsi que plusieurs autres événements auxquels ils participent.
Bald Vulture a performé dans des endroits tels qu'aux Métropolis, Spectrum, Medley, Club Soda, Café Campus, l’X, Parc Jean-Drapeau, Maquisard, 360, Anti, le Théâtre Capitole et le Colisée Pepsi (soit en grande partie à Montréal et à Québec). Ils ont également donné des prestations dans un bon nombre d’arénas, de salles communautaires, de maisons des jeunes, de sites en plein air et de skate park.
Bald Vulture partage la scène avec plusieurs groupes populaires tels qu’Anti-Flag, Trigger Happy, Good Riddance, Sick of It All, Pride Bowl, Runamuck, 59 Times the Pain, Guttermouth et plusieurs autres groupe connus. Ils ont également offert des prestations avec des groupes de la province dont Simple Plan, Reset, BARF, Groovy Aardvark, GrimSkunk etc. Plusieurs articles ont été publiés à leur sujet, notamment dans Voir, Exclaim et Mirror. Ils ont également eu la chance d’être interviewés à plusieurs stations de radio locales. De plus, ils ont été interviewés à la télévision sur les ondes de Musique lors de l’émission 123 Punk! animée par Réjean Laplanche pour le lancement de leur premier vidéo clip Enough is Enough.
En février 2015, ils sont confirmés pour l'Amnesia Rockfest 2015 aux côtés notamment de poids lourds comme Linkin Park, Deftones, et System of a Down,.

## Membres
- Yann - chant, composition
- Peet - chant, guitare solo
- Jeez - chant, seconde guitare
- Big - batterie
- Steeven - basse

## Discographie
- 1997 : Punk Core from Hell
- 2000 : Life is All About...
- 2001 : Third
- 2002 : Short Antology of Human Decadance
- 2005 : Bald Vulture